# Leibniz-Institut für Immuntherapie
Das Leibniz-Institut für Immuntherapie (LIT) ist eine außeruniversitäre Forschungseinrichtung auf dem Gebiet der interventionellen Immunologie.

## Geschichte
Im Jahre 2010 wurde am Universitätsklinikum Regensburg das Regensburger Centrum für Interventionelle Immunologie (RCI) gegründet. Eine Ausgründung erfolgte im Juli 2019. Zum 1. Januar 2022 trat das RCI unter dem Namen Leibniz-Institut für Immuntherapie (LIT) der Leibniz-Gemeinschaft bei.

## Aufgaben
Am LIT werden neue Therapieansätze erforscht und entwickelt. Diese sollen gegen Krebs, chronische Entzündungen und Autoimmunerkrankungen eingesetzt werden. Auch Therapien in der Organ- und Stammzelltransplantation sind Gegenstand der Forschung.

## Forschung
Das LIT forscht in drei Bereichen: Grundlagen der Immunologie, Tumorimmunologie und Immuntoleranz. Diese Forschung wird mit translationaler Forschung auf dem Gebiet der therapeutischen Reprogrammierung von Immunzellen kombiniert.